# خواكين أمارو
خواكين أمارو هو عسكري ووزير وسياسي مكسيكي، ولد في 16 أغسطس 1889 في ولاية زاكاتيكاس في المكسيك، وتوفي في 15 مارس 1952 في باتشوكا في المكسيك. نشط حزبياً في الحزب الثوري المؤسساتي.